# Auxiliaire de santé animalier
L'auxiliaire de santé animalier ou auxiliaire de santé animalier option animaux sauvages est un métier de soins aux animaux, ou plus spécifiquement aux animaux sauvages, dans une clinique vétérinaire, un centre de faune sauvage, un parc animalier ou un zoo.
L'appellation utilisée pour le personnel zoologique correspond à la fonction d'animalier ou de soigneur, et avec les deux termes associés par apposition, d'animalier-soigneur ou de soigneur animalier.

## En France
La majorité des soigneurs se forment sur le tas dans les parcs zoologiques Théoriquement, il n'y a pas de niveau requis pour exercer comme gardien de zoo sous la responsabilité d'une personne titulaire d'un certificat de capacité pour l'entretien d'animaux d'espèces non domestiques... Cependant, les places étant rares, posséder un CAPA, un BEPA ou un bac pro en rapport avec les animaux constitue un atout pour pouvoir suivre une formation qualifiante de soigneur animalier. 
La formation en France est accessible à partir de 16 ans aux jeunes ayant le niveau 3e. Pour  prétendre devenir auxiliaire de santé animalier, il faut aimer les animaux, aussi bien les animaux en général, mais encore plus les animaux sauvages. Il est également nécessaire d'avoir des connaissances en biologie et en anatomie animales, un sens de l'organisation et de la psychologie.
Centres dispensant la formation :
- CFAA du Lot[5]
- CFPPA du Loir-et-Cher[6]
- Institut rural d'éducation et d'orientation Carquefou[7]
- Lycée Agricole Privé Saint-André Loire[8]

Des formations non diplômantes introduisent également le métier de soigneur animalier aux novices :
- EFM Métiers Animaliers à distance [9]
- IFSA par correspondance[10]
- Préparation soigneur animalier en e-learning[7]
- Zoo Academia Formation soigneur animalier en e-learning[7]